# Lisasto govedo
Lisasto govedo, tudi fleckvieh govedo, je pasma domačega goveda, ki izvira iz porečja reke Siemme v Švici (Simmental). Od tam se je pasma širila v nemške in avstrijske dežele ter naprej v Podonavje in na Balkan. Pasma se je razvila s križanjem z obstoječimi avtohtonimi pasmami. Leta 1920 so jo vpisali v rodovniško knjigo v Nemčiji in Avstriji kot samostojno pasmo za dvojno rabo, kasneje pa tudi v Italiji in Franciji. V poznih šestdesetih, med letoma 1970 in 1980 pa se je ta pasma zaradi svojih dobrih lastnosti uveljavila tudi na drugih celinah.

## V Sloveniji
Pasma se pojavlja tudi v Sloveniji, kjer ima zaradi dolge zgodovine reje v slovenskih deželah status tradicionalne pasme. V osrednjo Slovenijo naj bi lisasto govedo prišlo v drugi polovici 19. stoletja, ko so krave uvažali iz Švice, medtem ko naj bi krave v Pomurje prenesli iz Madžarske. Gre za v Sloveniji široko razširjeno pasmo, ki je v največjem številu prisotna v savinjski, osrednjeslovenski in podravski statistični regiji.

## Videz
Osnovne barve izvirne lisaste pasme so svetlo do temno rumene in rdeče do temno rdeče z belimi lisami, nepravilno razširjenimi po celem telesu. Gobec je krem ali rožnat, lahko ima majhne sivo rjavo obarvane lise. Krave v rodovni knjigi so težke nad 540 kg, v kontroli nad 515 kg, prvesnice nad 460 kg. Prvesnice merijo v višini križa 143 cm in več, in imajo obseg prsi nad 203 cm.

## Značilnosti pasme
Pomembne značilnosti pasme so njene sposobnosti in odličen temperament. Živali so vitalne, imajo dolgo življenjsko dobo in so strukturno pravilno grajene obsežne živali. Mlada goveda so hitre rasti, polnih oblik z obilnim mišičjem. Kljub visokemu potencialu za prirejo mleka imajo krave molznice še vedno odlično omišičenost v hrbtnem predelu in na stegnih. Vimena imajo trdno pritrjena nad skočnim sklepom, in ostajajo trdno pritrjena tudi po več laktacijah. Imajo odličen genetski potencial za zdravje vimen (v mleku ni zaznati veliko somatskih celic – manjše od 180 tisoč v vseh laktacijah). Z genetskimi analizami so ugotovili, da ima lisasta pasma največjo genetsko raznolikostjo med desetimi preučevanimi evropskimi pasmami goveda.

## Funkcionalne lastnosti
V svoji življenjski dobi dajo krave molznice do 30000 kg mleka. Proizvodnja mleka je odvisna od naravnih pogojev in hranjenja. Intenzivnost proizvodnje je 7000 kg mleka v letni proizvodnji z 4,0% maščobe in 3,5- 3,7% beljakovin. Letna proizvodnja mleka se povečuje do pete laktacije. Lisasto govedo je zdravo, odporno, odlično se prilagaja na različne geografske in podnebne razmere. Krave so dobre matere, rojevajo vitalna teleta, imajo lahke do srednje telitve in so dolgo produktivne. S svojim potencialom v ekstenzivnih pogojih lahko prehrani dve teleti. Krave te pasme imajo redno rodnost, imajo pokoren značaj in se odlično prilagajajo. Dnevni prirast plemenskih živali po odstavitvi je 1200 g/dan, mladih plemenskih bikov najmanj 1400 g/dan. Pasma je primerna za ekološko vzrejo – zmanjšan izpust metana, nizka onesnaženost zemlje z dušikom (N) in fosforjem (P). Meso te pasme je visoke kakovosti.

## Namen vzreje
Pomembna je za proizvodnjo mleka in mesa, dobro se prilagaja okolju. Pasma se uporablja za križanje z drugimi pasmami kot najboljša možnost navzkrižne matere zaradi visoke mlečnosti ter za učinkovito proizvodnjo mesa. Lisasto govedo razdelimo v tri večje proizvodne skupine: 
- za mleko – visoka zmogljivost mlečnosti
- za dvojni namen – za mleko in meso
- za meso – Featuring, ki so višje rasti in imajo večji trup

## Rejski cilji
Cilj je izboljšati pridelek, zdravje in fitnes živali, hkrati pa ohraniti proizvodnjo mesa ter povečati življenjsko dobo delovanja. To sistematično izboljševanje proizvodnih lastnosti mora ustrezati današnjim ekonomskih potrebam. Gospodarski uspeh reje lisaste pasme torej temelji na proizvodnih lastnostih (meso, mleko), na plodnosti, na enostavnih telitvah, strukturnih pravilnostih in nizkih zahtev za krmo. 

## Pomen 5. kromosoma (BTA5) na proizvodne lastnosti mleka
Lastnosti mlečnosti pri kravah molznicah nadzirajo številni kvantitativni lokusi (QTL) ter okoljski dejavniki. QTL (ali genski lokusi) so specifična mesta v kromosomu, kjer je gen za neko lastnost. V lokusu je prisoten eden od alelov gena. Alel je različica gena oz. nekega zaporedja nukleotidov. V vsakem genu sta lahko le po dva alela (eden podedovan od matere, drugi od očeta) od vseh možnih ki so sicer prisotni v populaciji. Genski aleli se med nastajanjem gamet (med mejozo) razporedijo neodvisno drug od drugega, če so na različnih kromosomih. Mlečnost je kvantitativna lastnost, ki jo določa večje število genov, ki so razporejeni na različnih delih kromosoma ali celo na različnih kromosomih. Na mlečnost pri govedu poleg okoljskih vplivajo še genetski dejavniki (pasma živali, živali znotraj pasme, skupni tipi genotipa). Razlike v genetski naravnanosti so precejšnje ne samo med pasmami ampak tudi med živalmi znotraj pasem (Žgajnar, 1990).   
Pojave dedovanja je prvi enostavno razložil Gregor Mendel. Njegovi nasledniki pa so nadaljevali z raziskavami kvantitativnih in kvalitativnih znakov dedovanja in ugotovili, da na številne lastnosti lahko vpliva več genov.    
Za določitev položaja QTL, ki vpliva na mlečnost (MY), vsebnost beljakovin (MY) in donos mlečnih maščob (PL) lahko uporabimo različne analize: interval kartiranje (IM), analizo spremenljivosti v povezavi z analizo komponente (LAVC) ter kombinirano vezavno neravnotežje (LD) z analizo povezave (LDL). Pri raziskavi za potrditev in izboljšanje QTL na BTA5 pri pasmi Fleckvieh so uporabili vse zgoraj navedene pristope. Pri QTL kartiranju za krave molznice lisaste pasme so uporabili šestindvajset mikrosatelitskih označevalcev devetih polbratov v obstoječi plemenski populaciji, ki so bili rutinsko proizvedeni z umetno oploditvijo. Z analizami (vezano dedovanje označevalcev in ozapovane lastnosti) so QTL za mlečnost umestili na 5. kromosom (BTA5), z dodatnimi 18-imi označevalci pa so ugotovili, da gre za dva QTL-a, eden se nahaja na proksimalnem, dugi pa na distalem delu BTA5. 